# CLAP
Dans le domaine de la MAO, CLAP (pour anglais : CLever Audio Plug-in) est une spécification ouverte permettant la création de plugins audio. Il s'agit d'une API ouverte, libre de droit, sous licence MIT, conçu pour être simple et contrer le format VST3 de Steinberg, que ce dernier à imposé, sans ouvrir complètement les spécifications.
Plus généralement, les formats fermés risquent de disparaître avec les sociétés qui les produisent, et celles-ci demandent des NDA pour leur utilisation ou des clauses abusives sur les droits du plugin. Ce format vise donc à éviter ces problèmes.
Parmi les apports de ce format, on peut noter, une bonne utilisation des processeurs multiple-cœur ou encore le support des innovations de la norme MIDI-2.0.
Les plugins CLAP sont gérés par la station audionumérique Zrythm, et les framework iPlug2 et NIH-plug ou encore JUCE (en), ainsi que FL Studio depuis sa version 24 sortie en 2024.
Ce format a été créé par Alexandre Bique en 2014, puis après quelques années de silence, est vraiment parti à partir de 2017.